# Żeglarstwo na Światowych Wojskowych Igrzyskach Sportowych 2019 – 470 (kobiety)
Zawody w klasie 470 kobiet podczas Światowych Wojskowych Igrzyskach Sportowych 2019 w Wuhanie odbyły się w dniach  20 – 22 października. Regaty zostały przeprowadzone na obiektach East Lake Mid-Lake Pavilion Park Sailing Venue w Wuhanie.

## Terminarz
| Data                      | Godzina (UTC+08:00) | Wydarzenie       |
| ------------------------- | ------------------- | ---------------- |
| 20 października 2019(dts) | 10:20               | Wyścig – 1, 2, 3 |
| 21 października 2019(dts) | 11:07               | Wyścig – 4, 5, 6 |
| 22 października 2019(dts) | 10:00               | Wyścig medalowy  |

## Uczestnicy
Do zawodów zgłoszono 18 żeglarzy reprezentujących 9 kraje. *  Brazylia (2)
- Chiny (2)
- Francja (2)
- Indonezja (2)
- Polska (2)
- Rosja (2)
- Słowenia (2)
- Włochy (2)
- Ukraina (2)

Jedno państwo mogło wystawić 1 osadę (2 zawodniczki). Polskę reprezentowały Agnieszka Skrzypulec oraz Jolanta Ogar, które zwyciężyły w tej klasie. Regaty stały pod znakiem bardzo słabego wiatru (ok. dwóch węzłów), dlatego rozegrano tylko 7 wyścigów.

## Medaliści
| Złoto                                        | Srebro                                        | Brąz                                    |
| Polska · Agnieszka Skrzypulec · Jolanta Ogar | Francja · Camille Lecointre · Aloise Retornaz | Słowenia · Tina Mrak · Veronika Macarol |

## Wyniki
| Miejsce | Zawodnik                               | Wyścig | Wyścig | Wyścig | Wyścig | Wyścig | Wyścig | Wyścig | Punkty | Punkty |
| Miejsce | Zawodnik                               | 1      | 2      | 3      | 4      | 5      | 6      | M      | Tot    | Net    |
| ------- | -------------------------------------- | ------ | ------ | ------ | ------ | ------ | ------ | ------ | ------ | ------ |
| 01 !    | Agnieszka Skrzypulec Jolanta Ogar      | (8)    | 1      | 2      | 1      | 3      | 2      | 3      | 20     | 12     |
| 02 !    | Camille Lecointre Aloise Retornaz      | 2      | 3      | 1      | 4      | (7)    | 1      | 2      | 20     | 13     |
| 03 !    | Tina Mrak Veronika Macarol             | 5      | 5      | (6)    | 3      | 1      | 6      | 1      | 27     | 21     |
| 4       | Benedetta di Salle Alessandra Dubbini  | 3      | (7)    | 3      | 2      | 5      | 5      | 5      | 30     | 23     |
| 5       | Haiyan Gao Mengxi Wei                  | (7)    | 2      | 5      | 5      | 4      | 3      | 7      | 33     | 26     |
| 6       | Alisa Kiriluk Anzelika Czerniakowskaja | 6      | 4      | 4      | 6      | 2      | (7)    | 4      | 33     | 26     |
| 7       | Amanda Silva Georia Silva              | 1      | 6      | (7)    | 7      | 6      | 4      | 6      | 37     | 30     |
| 8       | Anna Kyselova Anastasia Synhanievska   | 4      | (8)    | 8      | 8      | 8      | 8      | 8      | 52     | 44     |
| 9       | Desi Sundari Rika Riwan Sahba          | RET    | DNF    | DNF    | DNF    | RET    | 9      | 9      | 68     | 58     |

M = Wyścig medalowy